# Kareem Roustom
Kareem Roustom (arabisch كريم رستم, DMG Karīm Rustam; geboren 1971 in Damaskus, Syrien) ist ein syrisch-amerikanischer Komponist, Dirigent und Hochschullehrer, der vor allem für seine Kompositionen zeitgenössischer klassischer Musik, Filmmusik und seine Zusammenarbeit mit Popmusikkünstlern bekannt ist. Seine Kompositionen wurden unter anderem vom BBC Symphony Orchestra, dem Boston Symphony Orchestra, dem New York Philharmonic Orchestra und auf Festivals in den USA, im Nahen Osten und in Europa aufgeführt.
Roustom gilt als Vertreter der sogenannten zweiten Generation syrischer Komponisten um die Wende des 20.–21. Jahrhunderts, zu denen auch Musiker und Komponisten wie Zaid Jabri, Shafi Badreddin, Raad Khalaf, Kinan Azmeh, Hassan Taha und Basilius Alawad gehören.

## Leben
Roustom wurde in Damaskus als Sohn einer amerikanischen Mutter und eines syrischen Vaters geboren und zog als Teenager mit seiner Familie in die USA. Er erwarb 1989 einen Master-Abschluss in Elektrotechnik an der Northeastern University und 1993 einen Bachelor of Arts in Musik an der University of Massachusetts in Lowell. Von 2004 bis 2006 absolvierte Roustom einen Master in Musikethnologie und Komposition an der Tufts University. Seine Diplomarbeit befasste sich mit Oud-Improvisationen des bekannten ägyptischen Komponisten und Musikers Riad Al Sunbati.
Seit September 2017 ist Roustom Professor für Praxis an der Musikfakultät der Tufts University, School of Arts and Sciences, wo er Orchestrierung, Musiknotation, Musik des Nahen Ostens und Komposition für Film unterrichtet. Er ist auch Direktor des Ensembles für arabische Musik dieser Universität.

## Künstlerischer Werdegang
Roustom begann Gitarre und arabische Oud zu spielen, bevor er Komponist zeitgenössischer klassischer Musik wurde. Seine Kompositionen sind genreübergreifend. Sie wurden unter anderem von Daniel Barenboim und dem West-Eastern Divan Orchestra, dem Kronos Quartet und der britischen Choreografin Shobana Jeyasingh in Auftrag gegeben. Darüber hinaus hat er musikalische Arrangements für die Popmusikerinnen Shakira und Tina Turner sowie Filmmusik geschrieben. Seine Musik wurde auf Festivals und Konzertbühnen aufgeführt, darunter die BBC Proms, die Salzburger Festspiele, das Lucerne Festival, die Carnegie Hall, der Pierre-Boulez-Saal und das Teatro Colon.
Roustoms Musik wurde als „in zwei Welten verwurzelt“ charakterisiert, mit Verweisen auf westliche und nahöstliche literarische und musikalische Traditionen. Sein Klarinettenkonzert Adrift on the Wine-dark Sea wurde 2017 für den syrisch-amerikanischen Musiker Kinan Azmeh und das Deutsche Symphonieorchester komponiert. Bei der Komposition dieses Werks ließ sich Roustom sowohl von Homers Odyssee als auch vom Schicksal des syrischen Flüchtlings Doaa Al Zamel inspirieren, denn „Beide begeben sich auf eine gefährliche Seereise, um nach Hause oder an einen Zufluchtsort zu gelangen.“ Hurry to the Light, seine Komposition für Streichorchester und Vokalensemble aus dem Jahr 2009, wurde ebenfalls von der Odyssee inspiriert und vom Kammermusikorchester A Far Cry und dem Lorelei Ensemble in Boston uraufgeführt.
Sein Violinkonzert Nr. 1 ist eine Hommage an Mozarts historisches Interesse an arabischer und türkischer Musik. Es wurde 2019 mit Michael Barenboim an der Solovioline und dem Boulez Ensemble der Barenboim-Said-Akademie unter der Leitung von Lahav Shani in Berlin uraufgeführt.
Im Juli 2022 präsentierte die britische Choreografin Shobana Jeyasingh ihr Werk Clorinda Agonistes – Clorinda the Warrior, eine Hybridoper mit Tanz- und Videoprojektionen, unter anderem im Sadler’s Wells Theatre in London. Im ersten Akt erklingt Claudio Monteverdis Opernkantate Il combattimento di Tancredi e Clorinda von 1624, deren Geschichte auf Torquato Tassos Epos Das befreite Jerusalem basiert und in Zeiten der Kreuzzüge im mittelalterlichen Jerusalem spielt. Diesem historischen Stück fügte Jeyasingh im zweiten Akt Roustoms zeitgenössische Musik hinzu. Roustom verwendete Monteverdis barocke Instrumentaltexturen und Rhythmen als „Ausgangspunkte“ für eigene Musik. Beide Kompositionen wurden live von einem Streichquartett gespielt, wobei der Tenor Ed Lyon die Hauptrolle sang. Weitere musikalische Elemente, die Roustom wählte, waren der nahöstliche Volkstanz Dabke und die eingespielte Aufzeichnung der syrischen Mezzosopranistin Dima Orsho, die auf Arabisch sang.

“My response to Monteverdi was to use the same text that he used - Tasso’s poem Jerusalem Liberated. I chose specific lines that, in a new context and sung in Arabic, could express new meanings. By giving Clorinda this text in Arabic I feel that we are empowering her and freeing her to be her true self. The other text that Dima Orsho sings is a 1000-year-old poem which the Baghdadi poet Al-Abiwardi wrote after the Crusaders had sacked Jerusalem. Al-Abiwardi excoriates the Baghdad leadership that idly sat by while the Crusaders took Jerusalem. It is quite striking how relevant this poem is today.”

„Meine Antwort an Monteverdi war, denselben Text zu verwenden, den er verwendet hat - Tassos Epos Das befreite Jerusalem. Ich habe bestimmte Zeilen ausgewählt, die in einem neuen Kontext und auf Arabisch gesungen neue Bedeutungen ausdrücken könnten. Indem wir Clorinda (Sopran) diesen Text auf Arabisch geben, habe ich das Gefühl, dass wir sie befähigen und befreien, ihr wahres Selbst zu sein. Der andere Text, den Dima Orsho singt, ist ein 1000 Jahre altes Gedicht, das Dichter Al-Abiwardi aus Bagdad schrieb, nachdem die Kreuzfahrer Jerusalem geplündert hatten. Al-Abiwardi kritisiert die Führung in Bagdad, die tatenlos zusah, während die Kreuzfahrer Jerusalem einnahmen. Es ist ziemlich auffällig, wie relevant dieses Gedicht heute ist.“

## Ausgewählte Werke
Kompositionen
- Vier Tänze aus Clorinda Agonistes für Streichquartett (2021)
- Hurry to the Light für Streichorchester und Vokalensemble (2019)
- Violinkonzert Nr. 1 für Violine und Kammerorchester (2019)
- Streichquartett Nr. 1: Shades of Night (2018)
- Klarinettenkonzert: Adrift on the Wine-dark Sea (2017)
- Tesserae für Blechbläserquintett (2015)
- A Voice Exclaiming für dreifaches Streichquartett (2013)
- Traces für Klarinette, Klavier und Streichquartett (2013 rev. 2018)
- Resonances für arabische Violine, Violoncello solo, Handschlagzeug und Streichquartett (2011)
- Abu Jmeel’s Daughter für Erzähler, Flöte, Klarinette, Violine, Viola und Violoncello (2011)
- Buhur für Klarinette, Violine, Viola und Violoncello (2008)
- Klassische arabische Musikkompositionen für Oud, Schlagzeug und gemischtes Ensemble (2005/2008)

Veröffentlichungen
- Kareem Roustom: A Companion to Jean-Luc Godard. Hrsg.: Tom Conley, T. Jefferson Kline. John Wiley & Sons, Oxford 2014, ISBN 978-1-118-58681-5, Michel Legrand Scores Une femme est une femme, S. 71–88, doi:10.1002/9781118586815.ch5 (englisch).

## Filmmusik
Roustom hat Musik für mehrere Filme komponiert, unter anderen Shadow Glories (Ziad H. Hamzeh, 2001), Encounter Point (Ronit Avni, Julia Bacha, 2006), Amreeka (Cherien Dabis, 2009), Budrus (Julia Bacha, 2010), The Iran Job (Till Schauder, 2012) May in the Summer (Cherien Dabis, 2013) and Speed Sisters (Amber Fares, 2015).

## Ausgewählte Auszeichnungen
- ASCAP/Alice Parker Award für Coro Allegro (Vokalensemble für klassische Musik in Boston, Massachusetts) für die Uraufführung von Roustoms Oratorium The Son of Man, 2012[16]
- Emmy Award nominiert in der Kategorie Musik & Sound (News & Documentary), 2010
- Stipendium des Sundance Institute, Film Composers Lab, 2010
- Preis des Composers Assistance Program des American Music Center, 2010
- Preis für die beste Filmmusik, Bend International Film Festival, 2006
- Subito Grant, Amerikanisches Komponistenforum, 2000–2002
- Pete Carpenter Fellowship, Broadcast Music Incorporated (BMI), 1997